# Championnat de France de gymnastique masculine des patronages
Le championnat de France de gymnastique masculine des patronages, créé à l'occasion de la fête fédérale de 1910, a conservé des particularités fortes. Les catégories de compétition sont toujours divisées en "pupilles" (benjamins et minimes) et "adultes" (cadets, juniors, seniors). Le grand nombre de gymnastes dans chaque équipe, qualifiée de "section", entraîne des exigences d'organisation très spécifiques. La compétition se termine le samedi par une fête de nuit, un défilé en ville le dimanche matin et un festival l'après-midi dont l'apothéose est la réalisation simultanée des productions collectives par toutes les associations présentes. Enfin, à l'issue de ce festival, le drapeau de la fédération est confié pour l'année qui suit à l'association championne : être champion c'est "avoir le drapeau". Depuis les origines de ce championnat la fédération des patronages, créée en 1898, a connu trois sigles différents. Son histoire officielle fait remonter sa première fête fédérale au 24 juillet 1898 à Issy-les-Moulineaux. Cependant dans son intervention lors de l'exposition universelle de 1900, le Dr Paul Michaux reconnait avoir lui-même participé ou collaboré avec son patronage à 25 fêtes gymniques, sportives et militaires entre 1872 et 1897.

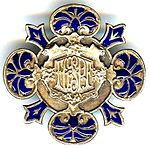
Épinglette de la FGSPF.

## Les prémices
À la fin du XIXe siècle 4 200 patronages sont recensés, (2 400 de garçons et 1 800 de filles) dont 70 % ont été créés avant 1875. Un peu plus tard, on note à la fin du palmarès du concours des 10 et 11 avril 1904 trois pages titrées Fédération gymnastique et sportive des patronages de France (FGSPF) signées de Paul Michaux, président de la FGSPF où il décrit dans le pavillon des œuvres ouvrières de l’exposition universelle de 1900 un « magnifique tableau militaire regroupant 25 programmes de fêtes gymnastiques, sportives et militaires » auxquelles il avait lui-même « apporté sa collaboration de 1872 à 1897 dans un des plus anciens et plus beaux patronages de la capitale ». On apprend ainsi que ces concours, démarrés donc dès la fin de la guerre de 70 — simultanément à la fondation de l'Union des sociétés de gymnastique de France (1873) — ont déjà plus de 25 ans d'existence lors de la création de sa fédération. Le fameux concours d'Issy-les-Moulineaux réputé fondateur n'en serait donc qu'un après bien d'autres à l’occasion duquel on n'a assisté qu’à la reconnaissance institutionnelle d'un mouvement déjà actif depuis plus d'un quart de siècle. Celui-ci n'avait concerné le 24 juillet 1898 que 600 jeunes ouvriers, apprentis et écoliers de 25 patronages de Paris et sa banlieue. Deux ans plus tard, le 8 juillet 1900, dans le cadre de l'exposition universelle ce sont 1 800 gymnastes de 80 patronages de France qui sont réunis et le 15 juin 1902, 2 400 gymnastes de 102 patronages. Les effectifs semblent se stabiliser et l'année suivante ce sont 2 000 gymnastes représentant 100 sociétés qui participent au 6e concours annuel le 12 juillet au Parc des Princes. Malgré l'orage 20 000 personnes se pressent dans les tribunes.

## La Fédération gymnastique et sportive des patronages de France (1903-1947)
Après d'autres concours plus ou moins internationaux présidés par le Dr Michaux en personne au Parc des Princes en 1904 puis 1907, le premier championnat de France officiel est organisé en 1910 à Gentilly. La compétition est interrompue par la Grande guerre de 1915 à 1920. Prévu en 1919 puis reporté, le concours international organisé à Metz le 25 juillet 1920 pour célébrer le retour de l'Alsace-Lorraine accueille 8 000 gymnastes et 160 sociétés ; pour la première fois le gouvernement délègue un représentant. C'est l'époque des regroupements grandioses : à Strasbourg l'année suivante (266 associations, 18 000 gymnastes et musiciens), les 21 et 22 juillet 1923 au Champ-de-Mars à Paris, concours international sous la présidence d’honneur d’Alexandre Millerand, président de la République française (600 associations, 28 000 gymnastes et musiciens), à Nice en 1932 (422 associations, 19 000 gymnastes et musiciens). En marge des championnats, 70 associations métropolitaines passent la Méditerranée avec 3 000 gymnastes et 500 musiciens pour participer le 14 juin 1930 à un grand concours fédéral pour la célébration du centenaire du débarquement de Sidi-Ferruch. En 1937, celui de Paris se déroule dans le cadre de l'exposition universelle.

### Palmarès de 1910 à 1947
Sources : Journal fédéral
| Année | Lieu de la compétition | Association                       | Individuel                     |
| ----- | ---------------------- | --------------------------------- | ------------------------------ |
| 1910  | Gentilly               | La Flèche de Bordeaux             | Boivin (Troyes)                |
| 1911  | Nancy                  | La Flèche de Bordeaux             | Gaston Ratelot (Montmartre)    |
| 1912  | Gentilly               | La Flèche de Bordeaux             | Raphaël Diaz (Bordeaux)        |
| 1913  | Gentilly               | La Flèche de Bordeaux             | Raphaël Diaz (Bordeaux)        |
| 1914  | Gentilly               | L'Avant-Garde (Montmartre)        | Raphaël Diaz (Bordeaux)        |
| 1915  | Annulé                 | Néant                             | Néant                          |
| 1916  | Annulé                 | Néant                             | Néant                          |
| 1917  | Annulé                 | Néant                             | Néant                          |
| 1918  | Annulé                 | Néant                             | Néant                          |
| 1919  | Reporté                | Néant                             | Néant                          |
| 1920  | Metz                   | L'Arago sports (Orléans)          | G. Rousset (Orléans)           |
| 1921  | Strasbourg             | La Saint-Joseph (Mulhouse)        | Jules Blanchard (Mulhouse)     |
| 1922  | Bordeaux               | La Flèche de Bordeaux             | Paul Dufauret (Bordeaux)       |
| 1923  | Paris                  | La Flèche de Bordeaux             | Paul Dufauret (Bordeaux)       |
| 1924  | Tours                  | La Flèche de Bordeaux             | Paul Dufauret (Bordeaux)       |
| 1925  | Cholet                 | La Laëtita (Nantes)               | Léon Moreau (Limoges)          |
| 1926  | Issy-les-Moulineaux    | La Jeunesse Bourguignonne (Dijon) | André Lemoine (Chartres)       |
| 1927  | Rouen                  | La Jeunesse Bourguignonne (Dijon) | Léon Moreau (Limoges)          |
| 1928  | Verdun                 | La Nicolaïte de Chaillot          | Maurice Letourneau (Chaillot)  |
| 1929  | Albi                   | La Nicolaïte de Chaillot          | André Lemoine (Chartres)       |
| 1930  | Paris                  | La Nicolaïte de Chaillot          | Paul Dufauret (Bordeaux)       |
| 1931  | Vannes                 | La Nicolaïte de Chaillot          | Chatelain (Chateaudun)         |
| 1932  | Nice                   | La Nicolaïte de Chaillot          | Georges Pratviel (Bordeaux)    |
| 1933  | Paris                  | La Nicolaïte de Chaillot          | Robert Hérold (Strasbourg)     |
| 1934  | Poitiers               | La Flèche de Bordeaux             | Robert Hérold (Strasbourg)     |
| 1935  | Epinal                 | La Flèche de Bordeaux             | Robert Hérold (Strasbourg)     |
| 1936  | Rennes                 | La Nicolaïte de Chaillot          | Antoine Schlindwein (Chaillot) |
| 1937  | Paris                  | La Nicolaïte de Chaillot          | Robert Hérold (Strasbourg)     |
| 1938  | Blois                  | La Flèche de Bordeaux             | Antoine Schlindwein (Chaillot) |
| 1939  | Grenoble               | La Nicolaïte de Chaillot          | Robert Hérold (Strasbourg)     |
| 1940  | Annulé                 | Néant                             | Néant                          |
| 1941  | Annulé                 | Néant                             | Néant                          |
| 1942  | Paris                  | Néant                             | Raoul Canteau (Bordeaux)       |
| 1943  | Paris                  | L'Union Drouot                    | Henri Ponnelle (Lorraine)      |
| 1944  | Annulé                 | Néant                             | Néant                          |
| 1945  | Annulé                 | Néant                             | Néant                          |
| 1946  | Paris                  | La Nicolaïte de Chaillot          | Eugène Hermann (Mulhouse)      |
| 1947  | Laval                  | L'Avant-Garde de Saint-Denis      | Christian Elsener (Nancy)      |

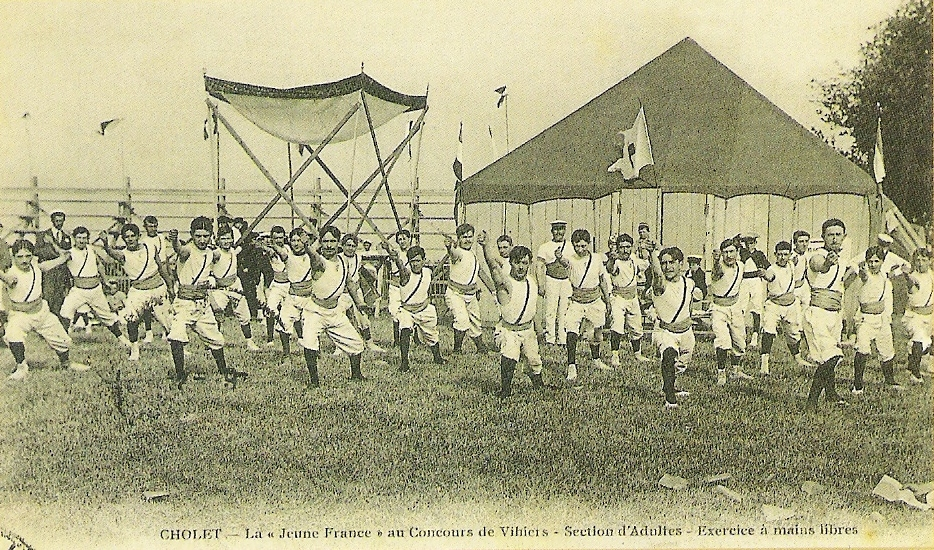
Une "section" de la Jeune-France de Cholet en 1914.

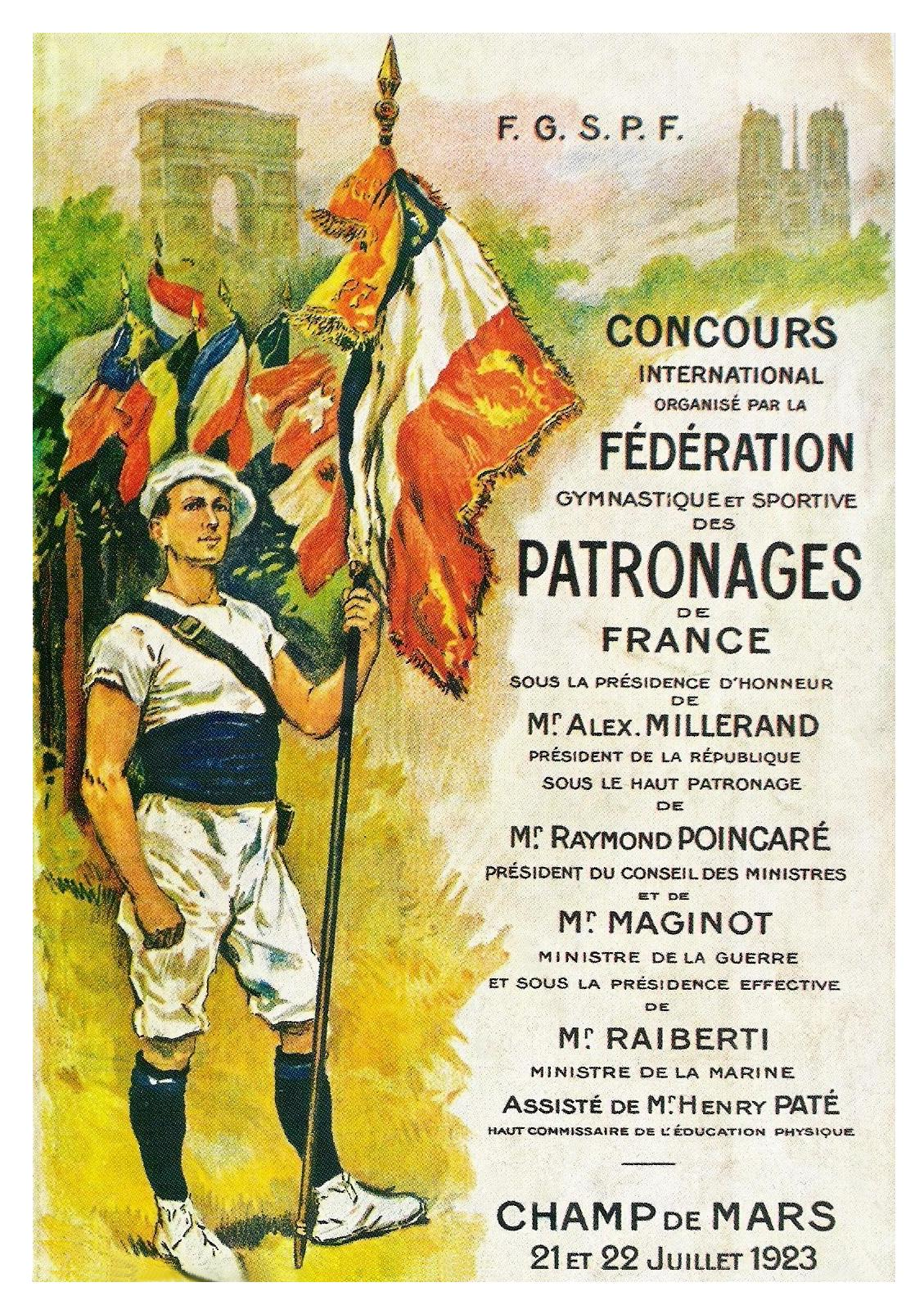
Concours de 1923.

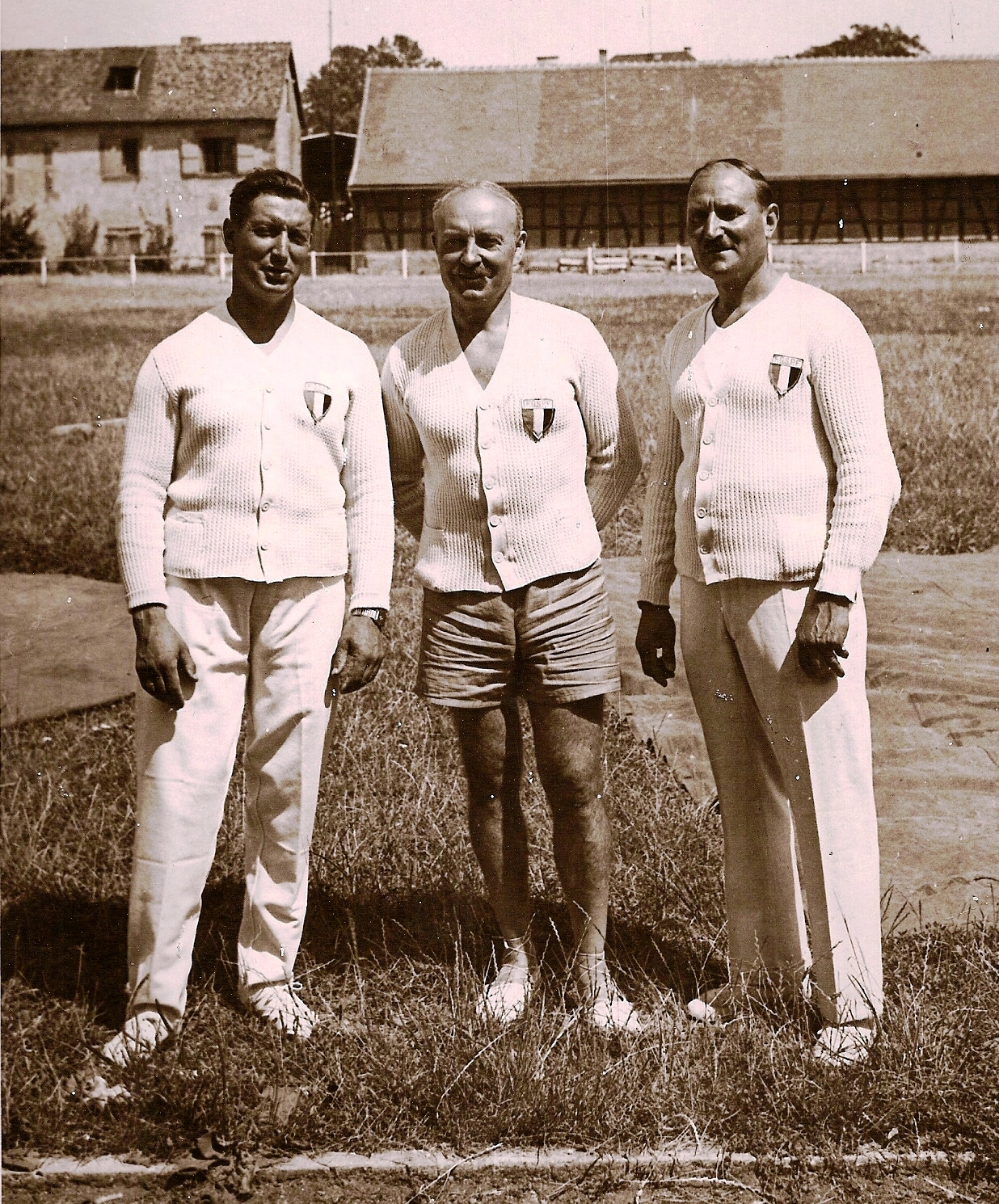
Gabriel Maucurier (au centre) et ses adjoints en 1936.

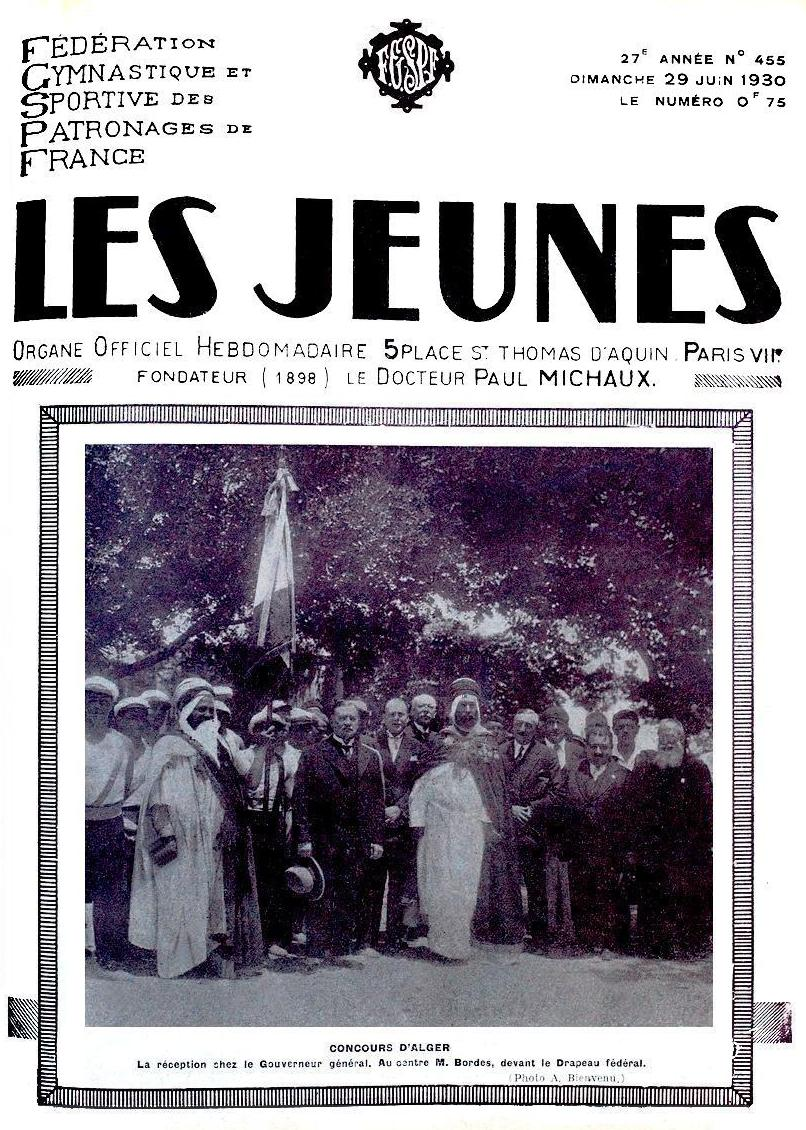
Le concours d'Alger en 1930.

Après une nouvelle interruption en 1940 et 1941, la FGSPF — qui doit prendre temporairement le sigle d'Union gymnique et sportive des patronages de France (UGSPF) — organise une compétition individuelle en 1942 et un championnat en 1943. Elle reprend son sigle à la Libération et réorganise un premier championnat en 1946. Toute cette période est placée sous l'autorité technique de Léon Rousselet puis de Gabriel Maucurier qui lui succède en 1929 après l'avoir secondé dès 1905 et pris une part déterminante dans l'organisation des premiers championnats.

## La Fédération sportive de France (1947-1968)
À la suite de sa fusion avec le Rayon sportif féminin (RSF), la fédération change son sigle pour celui de Fédération sportive de France (FSF) le 22 mars 1947. Le concours de 1948 à Paris marque le cinquantenaire de la fédération : 8 000 gymnastes masculins, 2 000 gymnastes féminines et 2 000 musiciens. Les concours retrouvent leur participation d'avant-guerre : 10 000 gymnastes à Saint-Étienne en 1955. En 1958 le championnat revient dans la capitale pour le soixantenaire avec 18 000 participants et réception de la présidence fédérale à l’Élysée par le président de la République, Vincent Auriol. C'est la dernière très grande manifestation de masse ; en 1968, pour les 70 ans, Paris et sa banlieue sont en insurrection et la fédération doit renoncer à maintenir son championnat. 

### Palmarès de 1948 à 1968

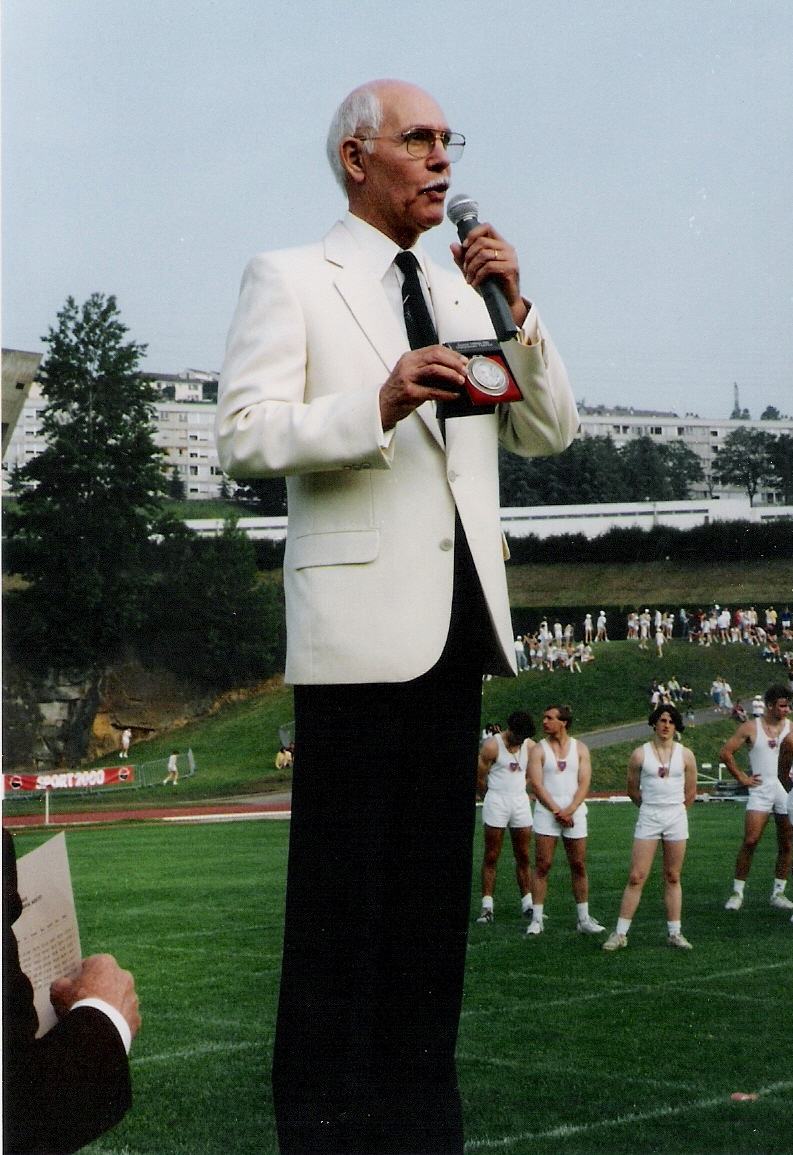
Jean Boucher, président de la commission fédérale de gymnastique masculine FSCF de 1959 à 1992.

Sources : Journal fédéral
| Année | Lieu de la compétition | Association championne         | Champion individuel                 |
| ----- | ---------------------- | ------------------------------ | ----------------------------------- |
| 1948  | Paris                  | L'Avant-Garde de Saint-Denis   | Robert Hérold (Nancy)               |
| 1949  | Bayonne                | La Nicolaïte de Chaillot       | Christian Elsener (Nancy)           |
| 1950  | Chalon-sur-Saône       | L'Avant-Garde de Saint-Denis   | Antoine Schlindwein (Laval)         |
| 1951  | Nantes                 | L'Avant-Garde de Saint-Denis   | Antoine Schlindwein (Laval)         |
| 1952  | Strasbourg             | La Flèche de Bordeaux          | Jacques Courgue (Pau)               |
| 1953  | Clermont-Ferrand       | L'Avant-Garde de Saint-Denis   | Jean Pepers (Chaillot)              |
| 1954  | Lille                  | L'Avant-Garde de Saint-Denis   | Pierre Lavignolle (Bordeaux)        |
| 1955  | Saint-Étienne          | La Nicolaïte de Chaillot       | Pierre Lavignolle (Bordeaux)        |
| 1956  | Metz                   | L'Avant-Garde de Saint-Étienne | Pierre Lavignolle (Bordeaux)        |
| 1957  | Brest                  | L'Avant-Garde de Saint-Étienne | Pierre Lavignolle (Bordeaux)        |
| 1958  | Paris                  | L'Avant-Garde de Saint-Étienne | Pierre Lavignolle (Bordeaux)        |
| 1959  | Le Mans                | L'Avant-Garde de Saint-Étienne | Robert Fanget (Saint-Étienne)       |
| 1960  | Mâcon                  | L'Avant-Garde de Saint-Étienne | Robert Fanget (Saint-Étienne)       |
| 1961  | Dinard                 | L'Avant-Garde de Saint-Étienne | Michel Iemfre (Champigneules)       |
| 1962  | Troyes                 | L'Avant-Garde de Saint-Étienne | Robert Fanget (Saint-Étienne)       |
| 1963  | Caen                   | L'Avant-Garde de Saint-Étienne | Robert Fanget (Saint-Étienne)       |
| 1964  | Chambéry               | L'Avant-Garde de Saint-Étienne | Bernard Paillès (Enghien)           |
| 1965  | Dreux                  | L'Avant-Garde de Saint-Étienne | Claude Tisserand (Aulnay-sous-Bois) |
| 1966  | Nancy                  | L'Avant-Garde de Saint-Étienne | Claude Tisserand (Aulnay-sous-Bois) |
| 1967  | Lons-le Saunier        | L'Avant-Garde de Saint-Étienne | Alain Nijak (Châtenoy-les-Forges)   |
| 1968  | Annulé                 | Néant                          | Néant                               |

## La Fédération sportive et culturelle de France (à partir de 1968)
En 1968 la fédération des patronages affirme sa vocation à l'éducation populaire en prenant l'appellation de Fédération sportive et culturelle de France (FSCF). En gymnastique l'élévation du niveau d'exigences techniques nécessite progressivement une organisation des compétitions en salle qui ne permet plus de gigantesques rassemblements autour du sport mais la nostalgie demeure et la fin de cette période reste marquée par quelques très grands championnats mixtes : Poissy en 1979 et surtout Saint-Sébastien-sur-Loire à trois reprises en 1995, 2005 et 2009. En 1995, 2002, 2009 et 2010 les championnats de France individuels sont organisés séparément des championnats de France par équipe. Depuis 2012, ils ont lieu en même temps que la compétition féminine homologue.

### Palmarès à partir de 1969
Sources : Journal fédéral (Les Jeunes). 
| Année | Lieu de la compétition                      | Association championne                           | Lieu de la compétition    | Champion individuel                                               |
| ----- | ------------------------------------------- | ------------------------------------------------ | ------------------------- | ----------------------------------------------------------------- |
| 1969  | Colmar                                      | L'Avant-Garde de Saint-Étienne                   | Colmar                    | Alain Nijak (Châtenoy-les-Forges)                                 |
| 1970  | Saint-Sébastien-sur-Loire                   | La Similienne de Nantes                          | Saint-Sébastien-sur-Loire | Pierre Puvis (CGS Loquidy Nantes)                                 |
| 1971  | Poissy                                      | La Cambronnaise de Saint-Sébastien-sur-Loire     | Poissy                    | Gilles Chaillou (Chambéry)                                        |
| 1972  | Royan                                       | L'Étendard de La Talaudière                      | Royan                     | Gilles Chaillou (Chambéry)                                        |
| 1973  | Vittel                                      | La Cambronnaise de Saint-Sébastien-sur-Loire     | Vittel                    | Alain Nijak (Châtenoy-les-Forges)                                 |
| 1974  | Dax                                         | L'Association sportive et culturelle Bonne Garde | Dax                       | Gilles Chaillou (Chambéry)                                        |
| 1975  | Firminy                                     | L'Association sportive et culturelle Bonne Garde | Firminy                   | Pierre Puvis (CGS Loquidy Nantes)                                 |
| 1976  | Bruz                                        | L'Association sportive et culturelle Bonne Garde | Bruz                      | Gilles Chaillou (Chambéry)                                        |
| 1977  | supprimé                                    | titre non attribué                               | Paris                     | William Vettier (Grenoble)                                        |
| 1978  | Dax                                         | L'Association sportive et culturelle Bonne Garde | Dax                       | Jean-Yves Leroy (ASC Bonne Garde Nantes)                          |
| 1979  | Poissy                                      | L'Association sportive et culturelle Bonne Garde | Poissy                    | Jacques Def (CGS Loquidy Nantes)                                  |
| 1980  | Châlons-sur-Marne                           | L'Association sportive et culturelle Bonne Garde | Châlons-sur-Marne         | Éric Lepetit (Saint-Chamond)                                      |
| 1981  | Les Sables d'Olonne                         | L'Alerte Chambérienne (Chambéry)                 | Les Sables d'Olonne       | Florentin Marchand (Alerte de Méan)                               |
| 1982  | Firminy                                     | L'Alerte Chambérienne (Chambéry)                 | Firminy                   | Éric Lepetit (Saint-Chamond)                                      |
| 1983  | Poissy                                      | L'Association sportive et culturelle Bonne Garde | Poissy                    | Gilles Viallon (Saint-Chamond)                                    |
| 1984  | Dinan                                       | L'Association sportive et culturelle Bonne Garde | Dinan                     | Pierre Def (CGS Loquidy Nantes)                                   |
| 1985  | Annonay                                     | L'Association sportive et culturelle Bonne Garde | Annonay                   | Norbert Doniguian (Saint-Chamond)                                 |
| 1986  | Nantes                                      | L'Association sportive et culturelle Bonne Garde | Nantes                    | Gildas Kéribin (ASC Bonne Garde Nantes)                           |
| 1987  | Les Sables d'Olonne                         | La Cambronnaise (Saint-Sébastien-sur-Loire)      | Les Sables d'Olonne       | Théo Marterer (Annecy)                                            |
| 1988  | Villeneuve d'Ascq                           | La Cambronnaise (Saint-Sébastien-sur-Loire)      | Villeneuve d'Ascq         | Théo Marterer (Annecy)                                            |
| 1989  | La Tour du Pin                              | La Cambronnaise (Saint-Sébastien-sur-Loire)      | La Tour du Pin            | Théo Marterer (Annecy)                                            |
| 1990  | Poissy                                      | L'Association sportive et culturelle Bonne Garde | Poissy                    | Norbert Doniguian (Saint-Chamond)                                 |
| 1991  | Limoges                                     | L'Association sportive et culturelle Bonne Garde | Limoges                   | Franck Rousson (Saint-Chamond)                                    |
| 1992  | Firminy                                     | L'Association sportive et culturelle Bonne Garde | Firminy                   | Gildas Kéribin (Challans)                                         |
| 1993  | Dax                                         | L'Association sportive et culturelle Bonne Garde | Dax                       | Gildas Kéribin (Challans)                                         |
| 1994  | Lons-le-Saunier                             | L'Association sportive et culturelle Bonne Garde | Lons-le-Saunier           | Fabrice Rivière (Villefranche-sur-Saône)                          |
| 1995  | Saint-Sébastien-sur-Loire                   | L'Association sportive et culturelle Bonne Garde | Audincourt                | Fabien Roche (Annonay)                                            |
| 1996  | Vienne                                      | L'Association sportive et culturelle Bonne Garde | Vienne                    | Pascal Chambriard (Celles-sur-Durolle)                            |
| 1997  | Châlons-en-Champagne                        | L'Association sportive et culturelle Bonne Garde | Châlons-en-Champagne      | Fabien Roche (Annonay)                                            |
| 1998  | Bondoufle                                   | L'Association sportive et culturelle Bonne Garde | Bondoufle                 | Christian Couzon (Saint-Chamond) Yannick Teyssier (Saint-Chamond) |
| 1999  | Lyon                                        | L'Association sportive et culturelle Bonne Garde | Lyon                      | Fabien Roche (Annonay)                                            |
| 2000  | Dax                                         | L'Association sportive et culturelle Bonne Garde | Dax                       | Christian Couzon (Saint-Chamond)                                  |
| 2001  | Saint-Sébastien-sur-Loire                   | L'Association sportive et culturelle Bonne Garde | Saint-Sébastien-sur-Loire | Olivier Puvis (CGS Loquidy Nantes)                                |
| 2002  | Colmar                                      | L'Association sportive et culturelle Bonne Garde | Clessé-Mâcon              | Olivier Puvis (CGS Loquidy Nantes)                                |
| 2003  | Andrezieux-Bouthéon                         | L'Association sportive et culturelle Bonne Garde | Andrezieux-Bouthéon       | Fabien Roche (Annonay)                                            |
| 2004  | Nantes                                      | L'Association sportive et culturelle Bonne Garde | Nantes                    | Olivier Puvis (CGS Loquidy Nantes)                                |
| 2005  | Saint-Sébastien-sur-Loire                   | La Cambronnaise de Saint-Sébastien-sur-Loire     | Saint-Sébastien-sur-Loire | Mustapha Khiati (Saint-Étienne)                                   |
| 2006  | Beaupréau                                   | L'Étendard de La Talaudière                      | Beaupréau                 | Mustapha Khiati (Saint-Étienne)                                   |
| 2007  | La Talaudière                               | L'Étendard de La Talaudière                      | La Talaudière             | Nataël Gomez (La Motte-Servolex)                                  |
| 2008  | Dax                                         | L'Association sportive et culturelle Bonne Garde | Dax                       | Cyril Labeille (Villefranche-sur-Saône)                           |
| 2009  | Saint-Sébastien-sur-Loire                   | La Jeune Garde de Villefranche                   | La Tour du Pin            | Cyril Labeille (Villefranche-sur-Saône)                           |
| 2010  | Andrezieux-Bouthéon                         | L'Étendard de La Talaudière                      | Vienne                    | Christophe Baeder (Constantia Neudorf)                            |
| 2011  | Schiltigheim-Strasbourg                     | La Jeune Garde de Villefranche                   | Schiltigheim-Strasbourg   | Cyril Labeille (Villefranche-sur-Saône)                           |
| 2012  | Bourgoin-Jallieu                            | La Jeune Garde de Villefranche                   | Wasselonne                | Cyril Labeille (Villefranche-sur-Saône)                           |
| 2013  | Dax                                         | L'Étendard de La Talaudière                      | Bruz                      | Jérémy Jammes (Villefranche-sur-Saône)                            |
| 2014  | Audincourt                                  | La Jeune Garde de Villefranche                   | Flers                     | Cyril Labeille (Villefranche-sur-Saône)                           |
| 2015  | La Motte Servolex                           | La Jeune Garde de Villefranche                   | Saint-Nazaire             | Cyril Labeille (Villefranche-sur-Saône)                           |
| 2016  | Nantes / Saint-Sébastien-sur-Loire / Vertou | L'Étendard de La Talaudière                      | Cysoing                   | Cyril Labeille (Villefranche-sur-Saône)                           |
| 2017  | Dax                                         | La Jeune Garde de Villefranche                   | La Motte-Servolex         | Rémi Landais (Deuil-la-Barre)                                     |
| 2018  | Bourgoin-Jallieu                            | La Stéphanoise (Montoir)                         | Saint-Étienne             | Cyril Labeille (Villefranche-sur-Saône)                           |
| 2019  | Montoir-de-Bretagne                         | La Stéphanoise (Montoir)                         | Saint-Sébastien-sur-Loire | Rachid Moussa (Étendard de La Talaudière)                         |
| 2020  | Annulé                                      | Néant                                            | Annulé                    | Néant                                                             |
| 2021  | Annulé                                      | Néant                                            | Annulé                    | Néant                                                             |
| 2022  | Saint-Amand-les-Eaux                        | La Stéphanoise (Montoir)                         | La Motte-Servolex         | Jérémy Demarchi (La Motte-Servolex)                               |
| 2023  | La Talaudière                               | La Stéphanoise (Montoir)                         |                           |                                                                   |
| 2024  | Limoges                                     | La Stéphanoise (Montoir)                         | Saint-Romain-en-Gal       | Amine Zekri-Bourlett (Herrlisheim)                                |
| 2025  | Nantes                                      | La Stéphanoise (Montoir)                         | Montoir-de-Bretagne       | Grima Schwoller (Brignais)                                        |

## Les présidents de la commission technique masculine
Longtemps dénommée Commission de France de gymnastique masculine, la commission de gymnastique masculine de la fédération des patronages est présidée dès 1905 par A.Jubert puis, à partir du 23 octobre 1922, par Léon Rousselet à qui Gabriel Maucurier succède de 1929 à 1954. Charles Collet préside de 1954 à 1959, suivi de Jean Boucher de 1959 à 1992. Depuis se sont succédé : Michel Cauchon (de 1992 à 2001), Jean Besse (de 2001 à 2013) et Pierre Baudouin de 2013 à 1918 . Depuis le décès de Pierre Baudouin, la responsabilité de la commission est partagée entre Thierry Bellier et Jacky Gruffaz.
Le 25 juin 2007 la municipalité de Saint-Sébastien-sur-Loire donne le nom de Michel Cauchon, décédé le 9 avril 2007, à un gymnase de la commune.

## La FICEP
.

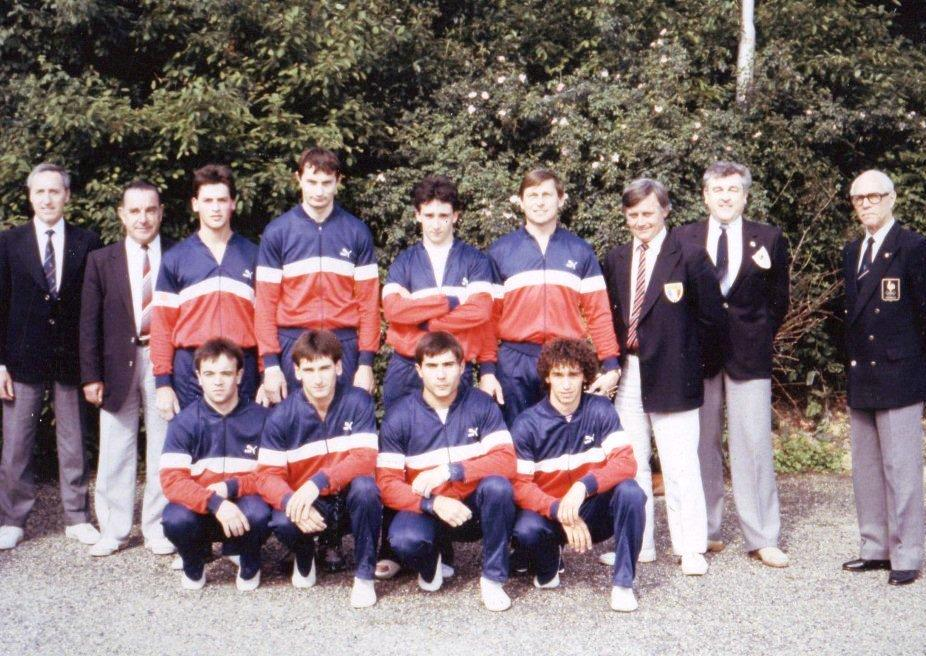
Équipe nationale FSCF 1987.

La première rencontre internationale bilatérale est France-Hollande organisée à La Haye le 23 avril 1950, suivie de nombreuses autres. Depuis 1960 à Maastricht les meilleurs gymnastes de la FSCF rencontrent leurs homologues des fédérations sportives catholiques européennes dans le cadre des Jeux de la Fédération internationale catholique d'éducation physique et sportive (FICEP). 

### Lien
http://www.fscf.asso.fr/commission-technique-nationale-gymnastique-masculine